# Ризька губернія
Ри́зька губе́рнія (рос. Рижская губерния) — у 1713—1783 роках губернія Російської імперії. Адміністративний центр — Рига. Охоплювала терени центральної і північної Лівонії.

## Створення
Створена 17 липня 1713 року указом Петра І з частини скасованої Смоленської губернії та окупованих Росією земель Шведської Лівонії. Губернське правління було розташоване у місті Рига.

## Внутрішній поділ
1721 року Ризька губернія поділялася на 2 провінції:
- Ліфляндська провінція (Рига, Пернов, Венден і острів Езель)
- Смоленська провінція (Смоленськ, Дорогобуж, Рославль, Вязьма)

1726 року Смоленська провінція перетворена на самостійну Смоленську губернію. Внаслідок цього Ризьку губернію переподілили на 5 провінцій:
- Ризька провінція
- Венденська провінція
- Дерптська провінція
- Перновська провінція
- Езельська провінція

На кінець XVIII ст. до складу губернії входило 9 повітів:
- Ризький повіт
- Венденський повіт
- Вольмарський повіт
- Валкський повіт
- Дерптський повіт
- Перновський повіт
- Феллінський повіт
- Верроський повіт
- Езельський повіт

## Скасування губернії
3 липня 1783 року губернію було перетворено на Ризьке намісництво.